# Euphyia bisignata
Euphyia bisignata là một loài bướm đêm trong họ Geometridae.